# Kadhir
Pour l’article ayant un titre homophone, voir Amir Khadir.
Kadhir est un réalisateur et scénariste tamoul, né à Madras ( Inde). 
Après une interruption, il est de retour en 2009 avec le film Manavar Dhinam. Ses films ont tous été composés par Allah Rakha Rahman, depuis Uzhavan en 1993. 

## Filmographie
| Année | Titre           | Langue |
| 1991  | Idhayam         | Tamoul |
| 1993  | Uzhavan         | Tamoul |
| 1996  | Kadhal Desam    | Tamoul |
| 1999  | Kadhalar Dhinam | Tamoul |
| 2002  | Kadhal Virus    | Tamoul |
| 2009  | Manavar Dhinam  | Tamoul |